# Enteropogon barbatus
Enteropogon barbatus är en gräsart som beskrevs av Charles Edward Hubbard. Enteropogon barbatus ingår i släktet Enteropogon och familjen gräs. Inga underarter finns listade i Catalogue of Life.